# Domaine de Montravers
Le domaine de Montravers est une ancienne plantation située aux abords de la plage de Pinney, au nord de Charlestown à Saint-Christophe-et-Niévès. C'est peut-être l'un des domaines les mieux documentés dans les Caraïbes grâce au livre de Richard Pares, A West India Fortune.

## Historique
Les ruines de cette maison reposent à l'emplacement d'une maison du XVIIe siècle qui aurait été incendiée par l'armée française en 1706. Ce dernier avait été construit par la famille Freeman, propriétaire du domaine. Puis ce fut à la famille Pinney au XVIIIe siècle, dont John Pinney est le plus illustre représentant, de bâtir une nouvelle maison, qui a également donné le nom à la plage. A un moment donné, la famille Pinney a envisagé de demander l'autorisation aux autorités de pouvoir accueillir poètes et écrivain anglais sur le domaine dans le but d'y établir la « première colonie d'artistes » mais ce projet ne put se faire.
Le domaine a été occupé et a produit du sucre pendant 300 ans.

## Ruines
Les ruines comprennent une grande maison, des dépendances, un village d'esclaves et une grange à chameaux pour les animaux.
La présence d'une grange à chameaux s'explique par le fait que John Pinney, ainsi que ses contemporaines des années 1770-1780, pensait que les chameaux feraient de meilleures bêtes de somme car ils ne mangeait pas beaucoup et avaient besoin de peu d'eau.

## Curiosités naturelles
Le domaine abrite le grand baobab de l'île de Niévès. Il date de 1859 et mesure 11 mètres de diamètre et 12 mètres de hauteur.

## Aujourd'hui
Des fouilles archéologiques continuent dans l'espoir de retrouver des restes.
Il est possible d'effectuer une randonnée jusqu'à la propriété, en partant de la route située au sud de l'hôtel Four Seasons.